# Heiner-Matthias Priesnitz
Heiner-Matthias Priesnitz (* 20. März 1944 in Breslau) ist ein deutscher Zeichner.

## Werdegang
Priesnitz studierte an der Akademie der Bildenden Künste München bei Mac Zimmermann und Gerd Winner (Meisterschüler). 1976 erhielt er den Förderpreis für Bildende Kunst der Landeshauptstadt München. 1980/81 nahm er ein Jahresstipendium an der Villa Massimo in Rom wahr. Heiner-Matthias Priesnitz ist Mitglied im Deutschen Künstlerbund. Er lebte bis 2020 in Velden/Eberspoint. Seit 2020 lebt er in Vilsbiburg.

## Werk
Das formal vereinfachte Bildprogramm (Architekturen, Interieurs, Möbelstücke, Stillleben) vermittelt Priesnitz seit den frühen 1970er Jahren mit Darstellungstechniken, die Helligkeitskontraste weitgehend reduzieren. In den Bleistiftzeichnungen erscheinen die Gegenstände wie in einem hellen Lichtnebel. So sind sie für den flüchtigen Betrachter kaum wahrzunehmen. Damit positioniert sich Priesnitz bewusst gegen visuelle Reizexzesse. Diese Arbeiten waren durch ihre Zurückhaltung drucktechnisch kaum befriedigend zu vervielfältigen, wodurch ihre Präsenz in der Reproduktionskultur lange Zeit weitgehend ausgeschlossen blieb. Inhalte und die behutsam angelegte Atmosphäre der Zeichnungen konnten nur in der direkten Begegnung erlebt werden. Erst 2016 entstand ein Buch, das durch die Anwendung der aktuellen Reproduktionsmöglichkeiten eine Vorstellung von den Originalen vermittelt und die künstlerische Absicht dokumentiert.[3]